# Сыбев, Сыбчо
Сыбчо Сыбев (болг. Събчо Събев; 5 апреля 1899, Венеция, Италия — 29 мая 1950, г. Сталин, НРБ (ныне Варна)) — болгарский оперный певец (лирико‑драматический баритон), музыкальный педагог. Заслуженный артист НРБ (1949). Лауреат Димитровской премии (1950).

## Биография
Родился в семье врача-болгарина и итальянки.
В 1921 г. окончил Римскую консерваторию. Дебютировал в Софийском театре оперы и балета в 1924 году.
В 1924‑1925 и в 1932‑1948 годах ‑ солист софийской Национальной оперы. Гастролировал в странах Европы, Африки, Австралии, Америки. Участвовал в более, чем 500 спектаклях на сцене Софийской оперы. За свою творческую карьеру исполнил более 35 сценических образов.
В 1948‑1950 годах — художественный руководитель Варненской оперы. Выступал в концертах с исполнением болгарских народных песен. Вёл педагогическую деятельность.
Умер на сцене оперного театра в Варне во время исполнения оперы «Евгений Онегин» П. И. Чайковского.

## Избранные партии
- Никола («Гергана» Атапа‑сова),
- Собо («Момчил» Пипкова),
- Риголетто;
- Жермон, Яго («Травиата», «Отелло» Верди),
- Жерар («Анд ре Шенье» Джордано) и др.